# Polacca-Fantasia
La Polacca-Fantasia in La bemolle maggiore op. 61 è una composizione di Fryderyk Chopin scritta fra il 1845 e il 1846.

## Storia
Alla fine del mese di novembre 1845 Chopin rientrò a Parigi dalla residenza estiva di Nohant dove passava ormai tutte le estati con George Sand. Il mese successivo scrisse una lunga lettera alla famiglia in cui parlava della pubblicazione delle ultime Mazurche e dell'intenzione di finire la Barcarola, la Sonata per violoncello e pianoforte e «un qualcosa ancora che non so come chiamerò». Questo "qualcosa" era l'abbozzo della Polacca-Fantasia in La bemolle maggiore; anche in questo caso, come era già stato per la Polacca in Fa diesis minore, il musicista era indeciso sul titolo da dare alla nuova composizione per la struttura diversa e più complessa da quella della tradizionale Polonaise. Optò infine per Polacca-Fantasia, termine che si legava alla libertà di forma usata, ritenendo il suo lavoro più audace e innovativo rispetto a quanto scritto precedentemente. Chopin terminò la composizione fra la primavera e l'estate del 1846, la dedicò alla signora Anne Veyret, che era stata sua allieva, e quindi spedì il manoscritto agli editori per la pubblicazione.

## Analisi

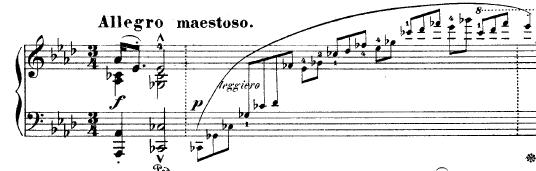
Prime battute della Polacca-Fantasia op. 61

La Polacca-Fantasia chiude la serie delle Polacche, lavori che, insieme alle Mazurche, hanno caratterizzato tutto l'arco compositivo del musicista. L'opera appartiene all'ultimo periodo dell'attività creativa di Chopin ed è una delle sue realizzazioni più audacemente innovative per la sua concezione formale, rompendo infatti ogni schema precedentemente utilizzato. Proprio per queste innovazioni l'op. 61 non fu compresa dai contemporanei; nemmeno Liszt, nonostante la sua ammirazione per Chopin, riuscì inizialmente a capirla, salvo ricredersi trent'anni dopo ammettendo l'errore per aver considerato l'opera "malaticcia" e piena solo di ansietà febbrile, riconoscendola quindi come un lavoro «da tutti i punti di vista all'altezza del genio affascinante di Chopin»
Sono occorsi in effetti molti anni prima che la critica si rendesse conto dell'assoluto valore dell'opera, al punto che, per la particolarità e la novità della composizione, il musicologo Jachimecki ha scritto che «il pianoforte parla qui in una lingua precedentemente sconosciuta». La struttura innovativa fa accomunare la composizione quasi a una forma-sonata dalla scrittura molto aperta; sono presenti un'Introduzione ampia, l'esposizione con tre temi di cui una parte centrale ricca di nuovi spunti, la Ripresa si presenta sapientemente variata, ampliata fino alla Coda finale. Ciò che lega l'intera composizione è l'atmosfera, profonda in unità di espressione. Le melodie scaturiscono quasi come improvvisazioni, ma sempre legate l'una all'altra con ponti e brevi frasi di unione, arricchite da raffinate varianti ritmiche; solamente due di questi temi (il primo della Polacca e il primo del Trio) saranno riproposti nella Ripresa con alcune variazioni, ma con un aspetto di intenso eroismo che avvicina la composizione alle più ardimentose op. 40 n. 1 e op. 53. L'opera si discosta comunque molto come architettura dalla Polacca che lo stesso Chopin aveva contribuito a consolidare, al tempo stesso  però è profondamente rispondente dal punto di vista dell'espressività, rivelando una riflessione sia nostalgica sia di grande speranza sulla sua terra lontana.
Non solo l'architettura della composizione è talmente nuova da essere proiettata verso il futuro, ma anche l'armonia ha delle innovazioni inaspettate; le modulazioni sono proposte con un ardire e una fantasia che richiamano quelle del finale della sonata op.58, ma qui impostate con molta più raffinatezza e con un disegno cromatico quasi esasperato. Il ritmo presenta inoltre numerose varietà, tanto da modificare sostanzialmente la scrittura melodico-ritmica tipica della Polacca che qui è soltanto un ricordo.
La Polacca.Fantasia è una delle opere più ardue da interpretare per un esecutore poiché necessita di una sensibilità musicale particolare per riuscire ad individuare la corretta atmosfera e per controllare i momenti più incisivi differenziandoli da quelli di abbandono.